# Holzhausen (Beckeln)
Holzhausen ist ein Ortsteil  der Gemeinde Beckeln, die zur Samtgemeinde Harpstedt im niedersächsischen Landkreis Oldenburg gehört. 
Der Ort liegt südöstlich des Kernortes Harpstedt und nordöstlich des Kernortes Beckeln an der Landesstraße L 776 und am Purrmühlenbach, einem rechtsseitigen Nebenfluss der Delme, die westlich des Ortes fließt. Nördlich erstreckt sich das 59,8 ha große Naturschutzgebiet Brammer und südöstlich das etwa 57 ha große Naturschutzgebiet Bassumer Friedeholz.

## Sehenswürdigkeiten
- In der Liste der Baudenkmale in Beckeln sind für Holzhausen sieben Baudenkmale aufgeführt.
- In der Liste der Naturdenkmale in Harpstedt ist für Holzhausen ein Naturdenkmal aufgeführt: Das 13100 m² große Naturdenkmal Glockenkuhle (♁52° 53′ 40,7″ N, 8° 37′ 23,6″ O; ND 459) ist ein wiedervernässtes Schlatt mit üppigen Torfmoosschwingrasen.